# Texas Mexicano
Texas Mexicano é o período da história do Texas entre 1821 e 1836, quando era governado pelo México. A Constituição Mexicana de 1824 juntou o Texas com Coahuila para formar o estado de Coahuila y Tejas.
O primeiro incidente violento ocorreu em 26 de junho de 1832 na Batalha de Velasco. Em 2 de março de 1836, os texanos assinaram sua declaração de independência. A Revolução do Texas terminou em 21 de abril de 1836 quando Santa Anna foi tomado como prisioneiro após a Batalha de San Jacinto. Apesar do Texas então se autogovernar como a República do Texas, México se recusou a reconhecer sua independência.